# Physische Geographie Chiles

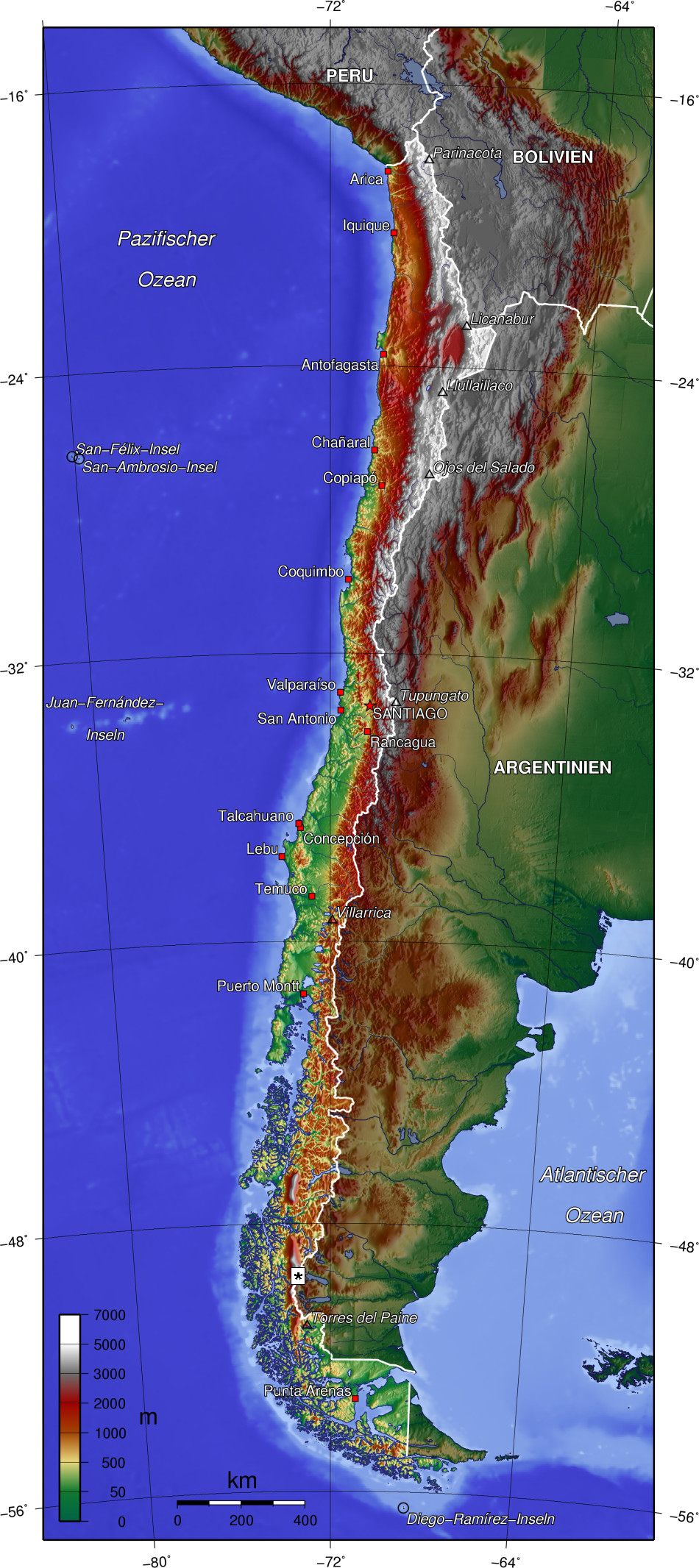
Topographie Chiles

Chile ist ein Land, das sich über 4300 Kilometer in Nord-Süd-Richtung entlang der Anden und des Pazifischen Ozeans erstreckt, aber nur durchschnittlich 180 Kilometer breit ist. Aufgrund der langen Nord-Süd-Erstreckung über mehr als 39 Breitengrade, aber auch der beträchtlichen Höhenunterschiede in West-Ost-Richtung, weist Chile eine große Vielfalt an Klima- und Vegetationszonen auf.

## Relief und Geologie
Das chilenische Relief lässt sich geotektonisch grob in drei Bereiche einteilen: die Anden im Osten, der Übergangsbereich (Pampa de Tamarugal und Valle Longitudinal) in der Mitte und das Küstengebirge (Cordillera de la Costa) im Westen.

### Anden
Die chilenischen Anden lassen sich hinsichtlich ihrer geologisch-tektonischen Struktur von Nord nach Süd in vier größere Blöcke einteilen, wobei allen Bereichen gemein ist, dass sie nur an wenigen Stellen im Süden des Landes die 2000-m-Linie unterschreiten.
Im Norden bestehen die chilenisch-bolivianischen Anden aus einer über 1000 km langen perlschnurartigen Kette von rezenten Stratovulkanen, die bis zum höchsten Berg des Landes, dem Ojos del Salado (6.880 m), südlich des 27. Breitengrades reichen. Hier handelt es sich um einen hochexplosiven, eher basischen Vulkanismus, der sich über ausgedehnte Ignimbrit-Flächen erstreckt.
Dem ersten Block schließt sich zwischen dem 27. und 33. Breitengrad, was ungefähr der Höhe Santiagos entspricht, die Hochkordillere an, deren Gipfel bis zu 5000 m hoch liegen. Auf der argentinischen Seite – hier Cordillera Frontal genannt – erreichen die Anden zwischen 32° S und 33° S mit dem Aconcagua ihre höchste Erhebung. Die Deckgebirge in diesem Bereich bestehen aus mesozoisch-känozoischen Sedimenten und Vulkaniten, die immer wieder von granitischen Intrusionen durchbrochen werden. Auf der Höhe von Vallenar (29° S) taucht sogar das alte Grundgebirge aus Gneisen und Glimmerschiefern auf. Dieser Block ist frei von jungem Vulkanismus.
Südlich des 33° S setzt dann mit dem 6800 m hohen Vulkan Tupungato erneut eine langgestreckte Vulkankette ein. Sie setzt sich aus einer Vielzahl von hochexplosiven Stratovulkanen zusammen, die wiederum aus andesitischen bis basaltischen Laven bestehen. Diese 1000 km lange Vulkankette verliert in Richtung Süden schnell an Höhe und reicht in etwa bis zum 42° S südlich von Puerto Montt. Dieser Gebirgsbereich wird bisweilen analog zur argentinischen Seite Cordillera Principal genannt.
Ab dem 42° S spielen in den Patagonischen Anden mesozoisch und tertiäre sedimentäre Deckgebirge, die dem metamorphen Grundgebirge aufliegen. In dieser Zone gibt es nur noch wenige isolierte Vulkane und die Höhe von 3000 m wird nur noch selten überschritten. Prägend für das Relief ist hier die pleistozäne Vergletscherung mit zahlreichen Gletscherseen, Karen und Fjorden.

### Übergangsbereich
Der Übergangsbereich zwischen Küstenkordillere und den Anden lässt sich in zwei Bereiche untergliedern: die Pampa de Tamarugal im Norden und das Valle Longitudinal im zentral-südlichen Bereich. Beide sind ausgeprägte Graben-Systeme. Die Pampa de Tamarugal erstreckt sich im Mittel auf einer Höhe von 1000 m ü. M. zwischen der peruanischen Grenze (17° S) und ungefähr der Höhe von Copiapó (27° S).
Das Valle Longitudinal oder auch Valle Central beginnt ungefähr auf der Höhe von Santiago (32° S) und taucht bei Puerto Montt (41° 30' S) ins Meer ab, wo es sich submarin über die Insel Chiloé bis zur Halbinsel Taitao (43° S) fortsetzt. Seine tektonische Struktur hebt sich jedoch bereits in den Kanälen ab 47° S ab. Der südliche Abschnitt zwischen Temuco und Puerto Montt ist von einem vielfältigen glazialen Formenschatz geprägt.

### Küstengebirge
Die Küstenkordillere erstreckt sich mit einer kurzen Unterbrechung südlich der Insel Chiloé über den gesamten West-Teil des Landes. Sie ragen im Norden des Landes zwischen Arica und Chañaral (26° S) als Steilküste unvermittelt auf stellenweise über 2000 m empor. Da die wenigen Flüsse in diesem Raum aufgrund des extrem ariden Klimas nicht die Kraft zum Durchbruch haben, wird sie hier nur von wenigen Tälern durchschnitten. Die Talsysteme häufen sich erst südwärts von Chañaral. Das Küstengebirge flacht nach Süden hin ab und erreicht im Kleinen Süden schließlich nur noch an wenigen Stellen Höhen über 1000 m. Die Küstenkordillere setzt sich ab 47° S (Halbinsel Taitao) als Inselkette fort, die bisweilen als Cordillera Patagónica insular bezeichnet wird.

## Vulkanismus und Erdbeben

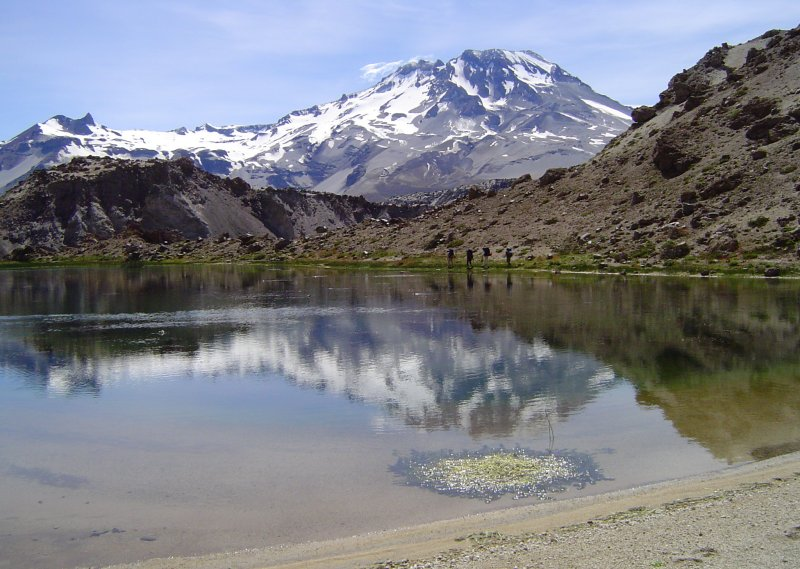
Vulkan Descabezado Grande, 3.830 m

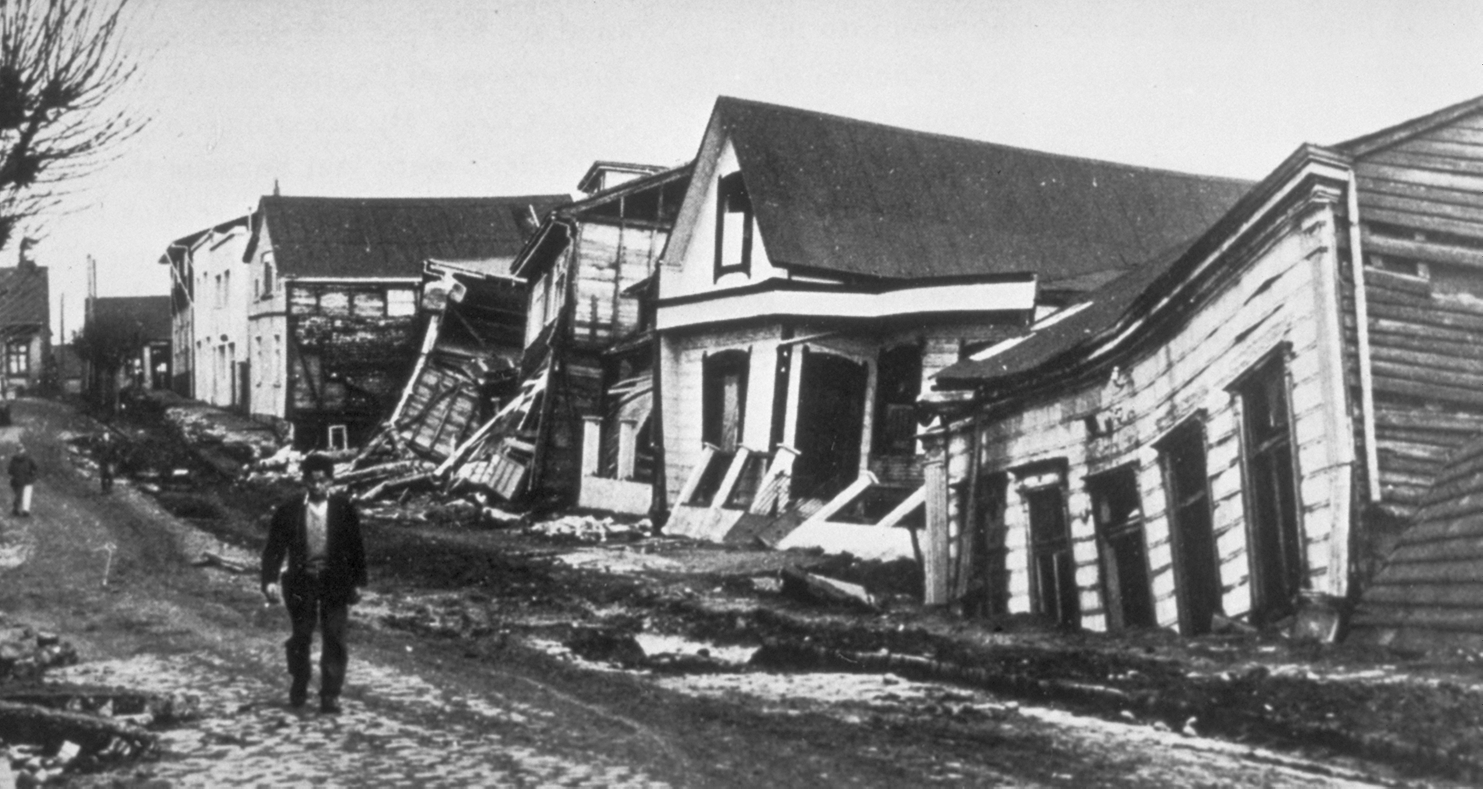
Schäden in Valdivia nach dem verheerenden Beben von 1960

Chile ist fast in seiner gesamten Nord-Süd-Ausdehnung stark von Vulkanismus geprägt. Einige der bedeutendsten Vulkane des Landes sind
- Nevado Ojos del Salado, 6880 m, III. Region (Región de Atacama)
- Tupungato, 6800 m, Hauptstadt-Region (Región Metropolitana)
- Volcán Llullaillaco, 6739 m, II. Region (Región de Antofagasta)
- Volcán Parinacota, 6342 m, XV. Region (Región de Arica y Parinacota)
- Volcán Licancábur, 5916 m, II. Region (Región de Antofagasta)
- Descabezado Grande, 3830 m, VII. Region (Región del Maule)
- Volcán Villarrica, 2840 m, VIII. Region (Región de la Araucanía)
- Volcán Osorno, 2652 m, X. Region (Región de los Lagos)
- Volcán Cerro Hudson, 1905 m, XI. Region (Región de Aisén)

Das weltweit stärkste bislang registrierte Erdbeben war das Erdbeben von Valdivia 1960 mit einer Stärke von 9,5 Mw auf der Momenten-Magnituden-Skala. Am 27. Februar 2010 bebte die Erde mit einer Stärke von 8,8 Mw nördlich von Concepcion.
→ Siehe auch: Liste von Erdbeben in Chile, Liste von Vulkanen in Chile

## Klima

### Klima
Es wird im Besonderen vom Humboldtstrom als kalte pazifische Strömung und von den Anden geprägt.
Der Humboldtstrom geht in nördliche Richtung an der Küste Chiles und Perus und bringt kühles Tiefenwasser an die Oberfläche. Das führt zum Auskühlen der nahen Luftschichten und zu einer Inversionswetterlage. Sie ist die stabile Schichtung der Atmosphäre und verhindert das Auskondensieren von Niederschlag, weil sich kein Luftpaket aufgrund von Erwärmung hebt. Die Folge ist ein stationäres Hochdruckgebiet, vorherrschend im Südsommer sowie Südwinter. Die bodennahen Luftschichten erreichen oft ihr Kondensationsniveau, sodass sich an den Küsten häufig Nebel bildet.
Das stabile Hoch führt insbesondere im Norden Chiles zu küstennahen Wüsten. Dessen extreme Stabilität kann zu mehrere Jahrzehnte lang andauernder Trockenheit führen. Extremum ist die Atacama-Wüste, denn sie gehört zu den trockensten Gebieten der Erde. Stellenweise hat es dort seit Jahrhunderten nicht mehr geregnet.
Die Anden sind der zweite prägende Faktor. Südchile liegt im Einflussgebiet zyklonaler Kaltfronten, die sich auf Grund des Druckgefälles vom Hoch vor der Küste Chiles zu den polaren Tiefdruckregionen bilden. Insbesondere in Patagonien stauen sich diese Fronten an der Luvseite im Westen der Anden. Es kommt zu advektivem Stauniederschlag. Hier stauen sich an den Anden ganzjährig sogenannte hypermaritime Luftmassen. Damit sind sehr feuchte Luftmassen gemeint, und sie regnen sich dort aus. Das patagonischen Andenlee kennt somit Trockenheit mit etwaigem Föhn. Föhn bedeutet, dass sich die ausgeregneten, somit trockenen und warmen Luftmassen an der Leeseite absenken und es zu einem warmen trockenen Wind kommt.
Durch die Verlagerung der Fronten gen Norden im Südwinter (da die innertropische Konvergenzzone mit dem Zenit der Sonne nach Norden wandert) ist die Zentralzone und der Süden Chiles durch Winterniederschläge geprägt. Hier kann man zwischen episodischen Niederschlägen im zentralen Chile und periodischen Niederschlägen im Kleinen Süden Chiles unterscheiden. Die Südsommermonate im Kleinen Süden Chiles sind subtropisch warm und trocken.

### Klimatische Einteilung
Der Große Norden Chiles (17° – 28° S), genannt Wüstenchile, ist gekennzeichnet durch dauerhafte stabile Hochdruckwetterlagen, fehlenden Niederschlag und ausgedehnte Wüsten bzw. in Hochlagen Hochgebirgshalbwüsten.
Der Kleine Norden und die Zentralzone (28° – 38° S), genannt Flussoasenchile, sind subtropisch warm und trocken, wobei es zu episodischem Winterniederschlag kommen kann. Sie sind Anbaugebiet für Wein und Obst bei künstlicher Bewässerung.
Der Kleine Süden Chiles (38° – 42° S), genannt Waldrodungschile oder auch Chilenische Schweiz, ist geprägt durch periodischen Winterniederschlag und hohe Lufttemperaturen. Hier liegt der gemäßigte valdivianische Regenwald.
Der Große Süden Chiles (42° – 55° S), genannt Urwaldchile, weist ganzjährig hohen Niederschlag auf. Auch hier finden sich große temperierte Regenwälder.

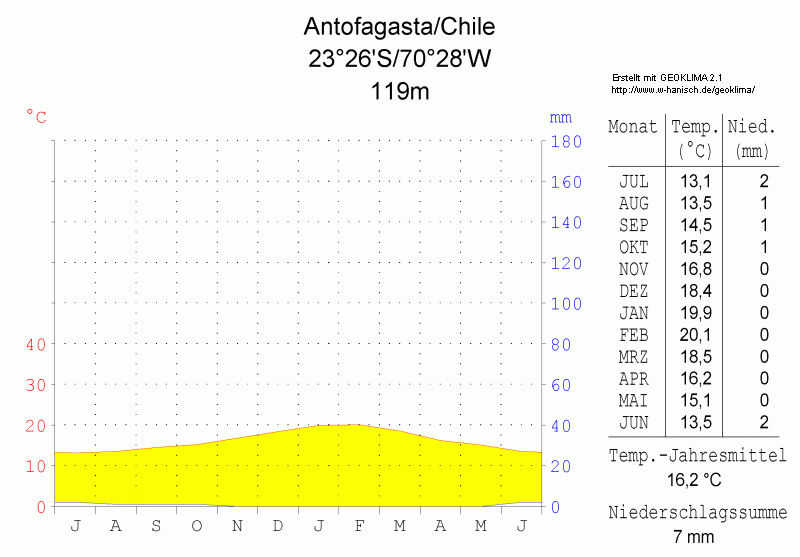
Klimadiagramm Antofagasta (Großer Norden)
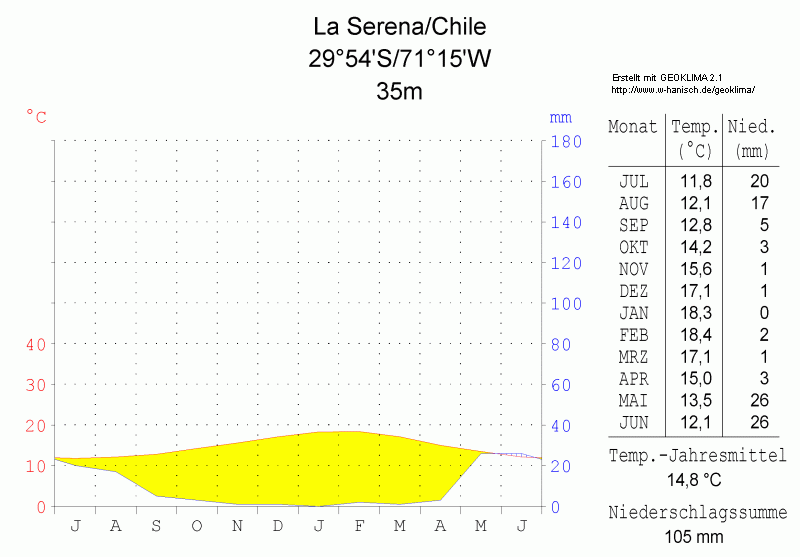
Klimadiagramm La Serena (Kleiner Norden)
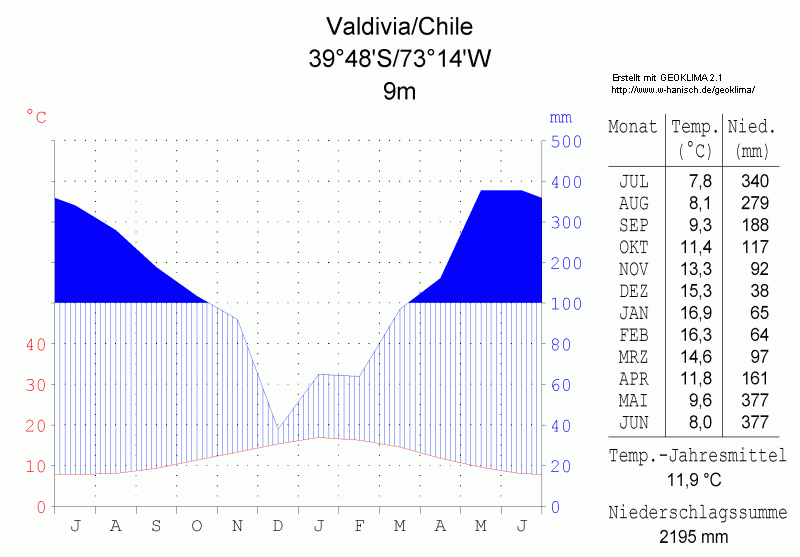
Klimadiagramm Valdivia (Kleiner Süden)
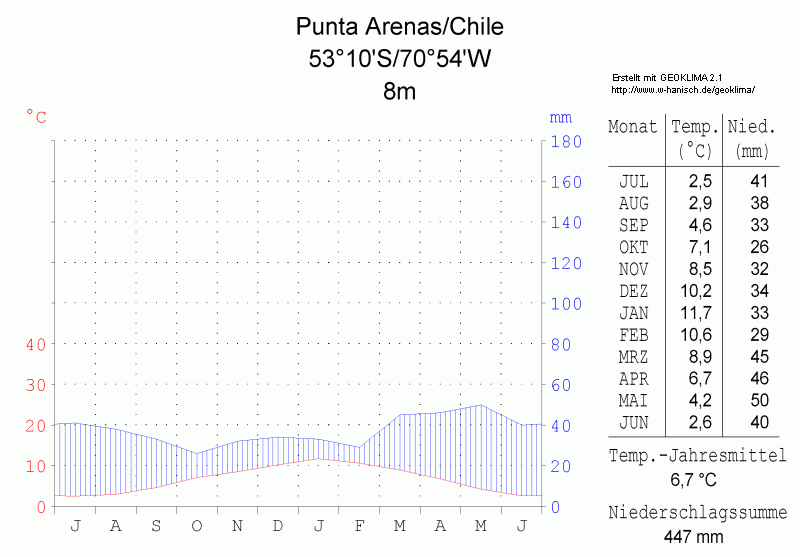
Klimadiagramm Punta Arenas (Großer Süden)

### Glaziale Erscheinungen
Im zentralen und südlichen Chile sind die höchsten Berge vergletschert, da es periodische Niederschläge und entsprechend tiefe Temperaturen in der Höhe gibt. In Patagonien sind Gletscher aufgrund der extremen Niederschläge und teilweise kalten Temperaturen sehr häufig und kalben an einigen Stellen sogar ins Meer.
Des Weiteren gibt es in den patagonischen Anden Überreste der quartären Vereisung, die sich als 20.000 km² großer Patagonischer Eisschild halten.

### El Niño

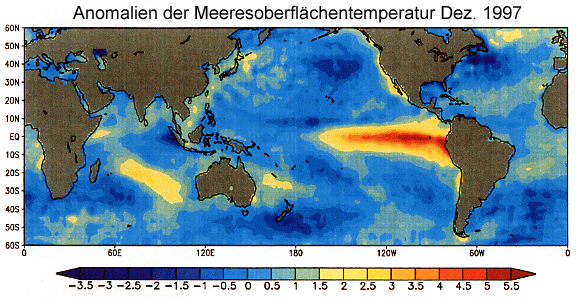
El-Niño-Ereignis

Ein auch für Chile bedeutendes Klimaphänomen ist das El-Niño-Phänomen. Dabei handelt es sich eigentlich nicht, wie oft falsch verwendet, um ein klimatisches, sondern um ein rein ozeanisches Phänomen. Die Kaltwasserströme vor Südamerika reißen ab, und es sammelt sich Warmwasser vor der südamerikanischen Küste. Als klimatische Folge hebt sich somit die normal vorherrschende stabile Hochdrucksituation auf, und es kommt zu einer Umkehrung der Walker-Zirkulation (zwischen Südamerika und Indonesien, längenkreisparallel). Diese Umkehrung hat schwerwiegende Folgen, da das Warmwasser vor der Küste zu einem drastischen Absterben der kaltwassergewöhnten Meeresbewohner führt und an Land Starkniederschläge auftreten. Die ansonsten durch Trockenheit geprägte Landschaft kann bei solchen Starkniederschlagereignissen durch Schlammlawinen und Hangrutsche heftig geschädigt werden.